# Фонтан казок
Видавництво «Фонтан казок»  — українське книжкове видавництво, засноване у Києві навесні 2014 року. За словами видавців, їхня мета — «творити казки добрі, мисливі, пізнавальні, українські, сучасні, креативні», а головне — «звернені в майбутнє». Вважають, що «кожна мрія неодмінно починається з казки», тож гаслом видавництва обрали слова «Фонтан казок — щоб напувати мрії!». Пріоритет видавництва — пошук нових імен, молодих письменників та художників, а також відкриття нових граней творчості відомих авторів.

## Історія
Уперше свої книжки «Фонтан казок» представив читачам 5 липня 2014 р. на фестивалі «Країна Мрій» у Києві. Перші успіхи - Персональні відзнаки Президента Форуму видавців у Львові 2014 року "Дебют видавництва" та за книжку Івана Андрусяка і Ольги Кузнецової «Третій сніг». 2015 року видавництво отримало таку ж відзнаку за серії «Добрі казки» і «Добрі вірші».
Улітку 2015 року «Фонтан казок» провів безпрецедентний за прозорістю умов (весь розгляд рукописів проходив у режимі онлайн в інтернеті) літературний конкурс «Напишіть про мене книжку!», який мав на меті спровокувати українських письменників на створення повістей для дітей середнього шкільного віку, в героях яких сучасна дитина може «упізнати себе». Переможцями конкурсу стали повісті «Старий будинок» Олександри Дорожовець (дебют письменниці), «Вітер з-під сонця» Оксани Лущевської, «Сім нескладух Говорухи» Саші Кочубей (дебют письменниці), «Ключ до книги скрижалей» Оксани Мардус (дебют авторки в літературі для дітей), які започаткували нову серію «Книжка про мене».
Протягом 2015 року видавництво зреалізовувало соціальний проект «Бібліофонтан», метою якого є поповнення фондів українських бібліотек усіх рівнів якісною сучасною українською дитячою книжкою. 10 бібліотек отримали у свої фонди повні комплекти книжок видавництва, а також добірки книжок видавців-партнерів. У 2016 році на базі цього соціального проекту видавництво «Фонтан казок» заснувало Книжковий клуб «Бібліофонтан», бібліотекам-членам якого регулярно дарує нові книжки. У лютому 2016 року «Фонтан казок» і книжкова фабрика «Юнісофт» безкоштовно передали бібліотекам-членам клубу двотисячний наклад книжки Оксани Лущевської «Вітер з-під сонця».
У 2015 році «Фонтан казок» представляло Україну на авторитетних книжкових виставках у Болоньї та Франкфурті, у 2016 році - у Болоньї та Вільнюсі.

## Автори
Автори «Фонтану казок»: Іван Андрусяк, Олег Чаклун, Василь Карп'юк, Сергій Пантюк, Оксана Куценко, Галина Манів, Юрій Бедрик, Сашко Дерманський, Олександра Дорожовець, Саша Кочубей, Оксана Лущевська, Олесь Ільченко, Мія Марченко, Анастасія Лавренішина, Соня Атлантова, Вікторія Ярош, Тетяна Стрижевська, Діана Мельникова, Сергій Товстенко, Сергій Куцан, Павло Матюша, Олександр Гаврош, Леся Мовчун.

## Художники
З видавництвом співпрацюють такі художники, як Христина Стринадюк , Юлія Пилипчатіна, Ольга Кузнецова, Настасія Шигаєва, Марта Кошулінська, Ольга Матвейцева, Ольга Пилаєва, Надія Дойчева-Бут, Ольга Кваша, Любка Франко, Оксана Липка, Аліна Віліщук, Яна Любарська, Яна Гавриш, Катерина Рейда, Світлана Сова, Марія Рудюк.

## Відзнаки та нагороди
2014 рік
- Персональні відзнаки президента Форуму видавців у Львові Олександри Коваль — «Дебют Видавництва» та книги Івана Андрусяка Третій сніг[3]
- «За руку з черепахою» Василя Карп'юка і Христини Стринадюк — у довгому списку «Рейтинґу критика»[4]
- Художник Настасія Шигаєва удостоєна диплому російського конкурсу «Образ книги» в номінації «Найкращі ілюстрації до творів для дітей та юнацтва» за ілюстрації до збірки казок Олега Чаклуна «Банка варення»
- До довгого списку премії Дитяча Книга року ВВС-2014 увійшли: повість-казка Івана Андрусяка «Третій сніг» і збірка казок Олега Чаклуна «Банка варення»[5]

2015 рік
- Персональні відзнаки президента Форуму видавців у Львові Олександри Коваль — серії «Добрі казки» і «Добрі вірші»
- Відзнака інтернет-порталу «БараБука» Дебют року в прозі: Олександра Дорожовець, авторка книжки «Старий будинок» (видавництво «Фонтан казок»)
- Відзнака інтернет-порталу «БараБука» Дитячий поет року: Олександр Дерманський, автор книжки «Бигимоти – не медмеді» (видавництво «Фонтан казок»)
- Відзнака «Рейтингу критика» - найкращі книжки року для дітей і підлітків. Проза (9+) Олександра Дорожовець. Старий будинок. – К.: Фонтан казок, 2015 </ref>
- Книжка-трилінгва Олега Чаклуна «Мрія» вибрана у бібліотеку ЮНЕСКО на Франкфуртському книжковому ярмарку

2016 рік
- фіналіст премії «Дитяча Книга року BBC-2016» - книжка Оксани Лущевської «Вітер з-під сонця»[6]
- «Дебют року у прозі 2016» від Простору української дитячої книги «БараБука» - повість Мії Марченко «Місто тіней»[7]
- «Рейтинг критика» у номінації «Проза для середнього шкільного віку» у 2016 році - книжка Саші Кочубей «Сім нескладух Говорухи»[8]
- Міжнародний каталог 200 найкращих дитячих книжок світу «Білі круки. White Ravens 2016» – книжка Оксани Лущевської «Вітер з-під сонця»[9]
- Перша премія міжнародного конкурсу «Корнійчуковська премія 2016» у номінації «Поезія для дітей» - збірка поезії Івана Андрусяка «Лякація»[10]
- Переможець Всеукраїнського фестивалю «Книжкова Буча» у номінації «Краща дитяча книга» у 2016 році - книжка Івана Андрусяка «Стефа і Чакалка»[11]

2017
- Поетична збірка Івана Андрусяка "Лякація" потрапила до короткого списку "Лідери літа" Всеукраїнського рейтингу "Книжка року"-2017 у номінації "Дитяче свято" (підномінація "Книжки для малечі та молодших школярів")[12]
- Книжки Саші Кочубей "Сім нескладух Говорухи" і "Книга рекордів Говорухи" потрапили до короткого списку "Лідери літа" Всеукраїнського рейтингу "Книжка року"-2017 у номінації "Дитяче свято" (підномінація "Твори для школярів середніх класів")[12]
- Книжки Івана Андрусяка "28 днів із життя Бурундука", Саші Кочубей "Сім нескладух Говорухи" і "Книга рекордів Говорухи", Тетяни Стрижевської "Файні тОвсті дівки, йо!" потрапили у короткий список Всеукраїнського рейтингу "Книжка року"-2017 у номінації "Дитяче свято" (підномінація "Твори для школярів середніх класів")[13]
- Поетичні збірки Івана Андрусяка "Лякація", Олени Горобець і Олесі Мамчич "Тиранозавр Оленка. Горобці-молодці" потрапили у короткий список Всеукраїнського рейтингу "Книжка року"-2017 у номінації "Дитяче свято" (підномінація "Книжки для малечі та молодших школярів")[13]
- Фіналіст премії "Еспресо. Вибір читачів"-2017 у номінації "Література для дітей" - повість Мії Марченко "Місто Тіней"[14]
- Фіналісти конкурсу "Дитяча Книга року BBC-2017" - книжки Олега Чаклуна "Піраміда Синтії" і Соні Атлантової "Миші"[15]
- Відзнака "Дитячий поет року" інтернет-порталу сучасної української дитячої літератури "БараБука" - збірка віршів Івана Андрусяка "Лякація"[16]

2018
- Книжка Вікторії Ярош "Три горішки для Сашка" потрапила до списку "Лідери літа" Всеукраїнського рейтингу "Книжка року"-2018 у номінації "Дитяче свято" (підномінація "Твори для школярів середніх класів")[17]
- Переможець премії "Еспресо. Вибір читачів"-2018 у номінації "Література для дітей" - повість Анастасії Лавренішиної "Дрімучий ліс"[18]
- Фіналіст премії "Дитяча Книга року BBC-2018" - книжка Сергія Куцана "Зюзя"[19]
- Переможець читацького голосування "Найкраще укрфентезі 2018" від журналу "Світ фентезі" у номінації "Фентезі" для середнього шкільного віку - "Дрімучий ліс" Анастасії Лавренішиної[20]
- "Зайчикова книжечка" Івана Андрусяка потрапила до коротких списків Всеукраїнського рейтингу "Книжка року"-2018 у номінації "Дитяче свято" (підномінація "Книжки для малечі та молодших школярів")[21]
- Премія Кабінету міністрів України імені Лесі Українки у номінації "Літературні твори для дітей та юнацтва" - Іван Андрусяк за книжки "Зайчикова книжечка" і "Третій сніг"[22]

2019
- Збірка "Фонтан казок. Сучасні українські казки" потрапила до списку "Лідери літа" Всеукраїнського рейтингу "Книжка року"-2019 у номінації "Дитяче свято" (підномінація "Книжки для малечі та молодших школярів")[23]
- Збірка "Фонтан казок. Сучасні українські казки" перемогла у номінації "Література для дітей від 6 до 8" конкурсу "BookForum Best Book Award-2019"[24]
- Збірка "Фонтан казок. Сучасні українські казки" отримала спеціальну відзнаку "За збірку авторських казок" від ТОПУ БараБуки-2019 і Простору сучасної української дитячої книги БараБука[25]
- Збірка "Фонтан казок. Сучасні українські казки" була визнана однією з найкращих книжок 2019 року за версією українського ПЕН у номінації "Видання для дітей та підлітків"[26]
- "Зайчикова книжечка" Івана Андрусяка, книжка-білінгва Сергія Товстенка і Олександра Шатохіна "Свинка, яка плакала в небо" і збірка "Фонтан казок. Сучасні українські казки" перемогли у номінації "Дитяча ілюстрована книга" конкурсу "Мистецтво книги" під час книжкового фестивалю "Зелена хвиля" в Одесі[27]

2020
- Олександр Гаврош отримав премію імені Михайла Лучкая за книжку "Різдвяна історія ослика Хвостика"[28]